# Melanagromyza cussoniae
Melanagromyza cussoniae este o specie de muște din genul Melanagromyza, familia Agromyzidae, descrisă de Spencer în anul 1964. Conform Catalogue of Life specia Melanagromyza cussoniae nu are subspecii cunoscute.